# Movimento das Forças Armadas
Movimento das Forças Armadas (MFA, portugiesisch für Bewegung der Streitkräfte) nannte sich die linksgerichtete, politische Bewegung innerhalb der  portugiesischen Militärs, die am 25. April 1974 gegen die Diktatur Salazar-Regimes putschte und damit die Nelkenrevolution auslöste.

## Gründung und Ziele
Die MFA entstand Anfang der 1970er-Jahre in Portugal zunächst als Movimento dos Capitães (Bewegung der Hauptleute) und war ein Zusammenschluss von 200 bis 300 jungen Offizieren, die den Kolonialkrieg in den afrikanischen Überseeprovinzen Angola, Mosambik, Guinea-Bissau, Kap Verde und São Tomé und Príncipe gegen die Befreiungsbewegungen ablehnten.
Ziele der MFA waren die sofortige Beendigung des Kolonialkriegs, der Rückzug aus Afrika, freie Wahlen in Portugal und die Abschaffung der Geheimpolizei PIDE/DGS.
Zu den führenden Personen der MFA gehörten Francisco da Costa Gomes, Vasco Lourenço, Vasco Gonçalves, Ernesto Melo Antunes und als „strategischer Kopf“ Otelo Saraiva de Carvalho.

## Nelkenrevolution
Die MFA plante seit Ende 1973 den Umsturz des Estado Novo, der 47 Jahre alten Diktatur Portugals. Nach einem gescheiterten Versuch im März 1974 erfolgte in den Morgenstunden des 25. April schließlich der Umsturz, der unter dem Namen „Nelkenrevolution“ bekannt geworden ist. Innerhalb weniger Stunden wurde ganz Lissabon von MFA-treuen Truppen unter der Führung des Hauptmanns Salgueiro Maia besetzt. Noch am Abend erklärte sich der Diktator Marcelo Caetano zur Abdankung und zur Übergabe der Macht an den gemäßigten General António de Spínola bereit, der nicht zur MFA gehörte. Um eine unblutige Übergabe der Macht zu erreichen, akzeptierten die MFA-Führer um Otelo Saraiva de Carvalho das Angebot. Caetano verließ die Kaserne und ließ sich mit einem Truppentransportwagen zum Militärflugplatz Lissabon bringen. Von dort flog er zunächst nach Madeira, später ins Exil in Brasilien.

## Folgezeit
Nach dem 25. April 1974 mobilisierte die MFA die Armee und verkündete die drei großen „D“: Demokratisierung, Dekolonialisierung und Entwicklung (portugiesisch desenvolvimento). Soldaten und Studenten, darunter viele aus Deutschland und Frankreich, zogen aufs Land, um brachliegende Güter zu verteilen und der zum großen Teil nicht alphabetisierten Bevölkerung Lesen und Schreiben beizubringen. Ein Jahr nach der Nelkenrevolution galt Portugal vielen als Land, das sich auf dem Wege zum „Sozialismus mit menschlichem Antlitz“ befände. Dieser „Dritte Weg“ begeisterte viele der westeuropäischen Linken, die dem Sowjetsystem misstrauten. Die Portugiesische Kommunistische Partei unter Álvaro Cunhal regierte mit, die NATO ließ portugiesische Militärs nicht mehr an der Nuklearen Planungsgruppe teilnehmen.
Präsident Spinola trat nach Auseinandersetzungen mit dem linken Flügel des MFA im September 1974 zurück. Ihm folgte Francisco da Costa Gomes als Übergangspräsident. Macht- und Richtungskämpfe innerhalb der MFA führten in der Folge dazu, dass der am weitesten links stehenden Flügel um Otelo de Carvalho und dessen COPCON (Comando Operacional do Continente) am 25. November 1975 in einer Militäraktion unter António Ramalho Eanes ausgeschaltet wurde.
Otelo de Carvalho trat bei der Präsidentschaftswahl am 27. Juni 1976 gegen Eanes und an unterlag (16,5 % zu 61,6 %). Die Abstimmung zur Verfassunggebenden  Versammlung am 25. April 1975 sowie die Parlamentswahl am 25. April 1976 gewannen die sozialdemokratisch orientierten Sozialisten von Mário Soares, einem Freund Willy Brandts.
Der Einfluss des MFA und der Militärs auf die portugiesische Politik war nach der Abschaffung des Revolutionsrates 1982 endgültig beendet.
Der Begriff Movimento das Forças Armadas wird in Portugal im alltäglichen Sprachgebrauch oft synonym zu Capitães de Abril („Hauptmänner des April“) und auch zu Movimento dos Capitães verwendet. Der Spielfilm Nelken für die Freiheit von Maria de Medeiros etwa, der die Ereignisse der Nelkenrevolution anschaulich darstellt, hieß im portugiesischen Original Capitães de Abril.